# Eurovision Song CZ
Eurovision Song CZ is de Tsjechische nationale preselectie voor het Eurovisiesongfestival. Het werd voor het eerst gehouden in 2018. Als preselectie is het een opvolger van Eurosong, echter werden al een poos de inzendingen intern gekozen.

## Edities
| Jaar | Liedje             | Artiest      | Songwriter(s)                                                                                     |      |           |               |               |
| ---- | ------------------ | ------------ | ------------------------------------------------------------------------------------------------- | ---- | --------- | ------------- | ------------- |
| Jaar | Liedje             | Artiest      | Songwriter(s)                                                                                     | 2018 | Lie to Me | Mikolas Josef | Mikolas Josef |
| 2019 | Friend of a Friend | Lake Malawi  | Jan Steinsdoerfer, Mikolaj Trybulec, Albert Černý                                                 |      |           |               |               |
| 2020 | Kemana             | Benny Cristo | Osama Verse-Atile, Ben Cristóvão, Charles Sarpong, Rudy Ray                                       |      |           |               |               |
| 2022 | Lights Off         | Domi         | Einar Eriksen Kvaløy, Abigail Frances Jones, Dominika Hašková, Casper Hatlestad, Benjamin Rekstad |      |           |               |               |
| 2023 | My Sister's Crown  | Vesna        | Patricie Kaňok Fuxová, Tanita Yankova, Kateryna Vatchenko                                         |      |           |               |               |
| 2024 | Pedestal           | Aiko         | Aiko, Steven Ansell                                                                               |      |           |               |               |

2007 · 2008 · 2009 · 2010-2014 · 2015 · 2016 · 2017 · 2018 · 2019 · 2020 · 2021 · 2022 · 2023 · 2024 · 2025